# Сонячний промінь
Сонячний промінь — повість українського письменника Бориса Грінченка, написана у 1890 році у с. Олексіївка Катеринославської губернії, яка через цензуру тривалий час перебувала під забороною. Опублікована у 1892 році.

## Сюжет
Події повісті відбуваються наприкінці XIX століття на теренах України.
Студент останнього курсу університету Марко Кравченко їде на село до маєтку пана Городинського навчати його сина-гімназиста.
Марко — син чоботаря та з дитячих років знає тяжке життя простих людей. Він переконаний, що тільки наука приведе народ до кращого життя і дає клятву віддати себе на послугу просвіті.
Перебуваючи на селі, він робить висновок про необхідність навчання зрозумілою, рідною, українською мовою.
В бесідах із паном Городинським, його родиною та знайомими Марко порушує це питання, але стикається із категоричним запереченням.
Проте його освіченість знаходить відгук у Катерини, доньки пана Городинського. Марко звертає на неї увагу та закохується. Але вона не сприймає українофільських ідей Марка.
Тим часом Марко починає вчити Корнія, сільського хлопця, який прагнув навчання. Після знайомства з його батьками, він починає збирати селян та читати їм українські книги. Ця інформація доходить до пана Городинського, який розраховує Марка.
Повернувшись додому, Марко бере участь у діяльності просвітницького гуртка, що власним коштом друкує українські книги, а по закінченню університету влаштовується вчителем у гімназію. У вільний час він пише науково-популярні книги задля освіти простого народу.
Незабаром, через тиск і заборону всього українського, він звільняється з гімназії та знаходить роботу у міському часопису, продовжуючи свою просвітницьку діяльність.
Через деякий час Марко отримує листа від Катерини.
З'ясовується, що після його від'їзду від Городинських, вона роздумувала над його словами щодо служіння вищому ідеалу, яким Марко бачив Україну та її народ. Самотужки Катерина вивчила мову, почала читати українські книги та зрештою, попри спротив батьків, пішла працювати вчителем у народну школу. Але через відсутність у школі належних умов, вона захворіла. Зважаючи на тяжкий перебіг хвороби, Катерина у своєму листі прохає на побачення із Марком.
По приїзду Марка Катерина почуває себе краще та вважає ніби хвороба відступила. Вони одружуються та деякий час живуть, почуваючи себе щасливими. Але невдовзі хвороба повертається і Катерина помирає, благаючи Марка продовжувати свою просвітницьку справу.

## Сприйняття
Значимість твору, за словами Тетяни Лопушан, кандидата філологічних наук, полягає у авторському підході до подолання розколу різних соціальних груп українців «шляхом просвітницької роботи, розбудови культурно-освітніх національних інституцій і творення «популярної української літератури…».